# مكسيم شعيا
 مكسيم أدكار شعيا، (ولد في 16 ديسمبر 1961) هو رياضي ومتسلق جبال ومغامر لبناني. أصبح أول لبناني يصل إلى قمة جبل افرست في 15 أيار/ مايو 2006، ليكمل بذلك مشروعه تسلق القمم السبع القمة الأعلى في كل قارة. في 28 كانون الأول/ ديسمبر 2007 أصبح الشخص الأول في الشرق الأوسط الذي يصل إلى القطب الجنوبي متزلجاً في رحلة دامت 47 يومًا، وفي 25 نيسان/أبريل 2009 وصل «مكسيم شعيا» إلى القطب الشمالي في رحلة تزلج ]دامت لمدة 53 يوماً (أكثر من 800 كلم). لقد احتل المرتبة الـ16 في العالم في تحقيق الأقطاب الثلاثة القطب الجنوبي والقطب الشمالي وجبل إفرست، وهو السادس في تحقيق هذه الأقطاب مع القمم السبع.

## النشأة والدراسة
ولد مكسيم شعيا وترعرع في بيروت حتى عام 1975 سنة اندلاع شرارة الحرب الأهلية اللبنانية حين ترك موطنه وتوجه مع عائلته إلى الخارج. تابع مكسيم دراسته في اليونان وفرنسا وكندا والمملكة المتحدة التي أنهى فيها دراسته الجامعية وتخرج بامتياز من كلية لندن للاقتصاد سنة 1983.

## المسيرة المهنية
بعد تخرجه عمل كمتدرب لمدة عام في «ريبابليك ناشونال بنك» في نيويورك، قبل عودته إلى وطنه لبنان لإدارة أعمال والده الذي كان يملك مؤسسة للصيرفة، ويرأس النقابة الوطنية للاتجار بالعملات التي قام بتأسيسها.

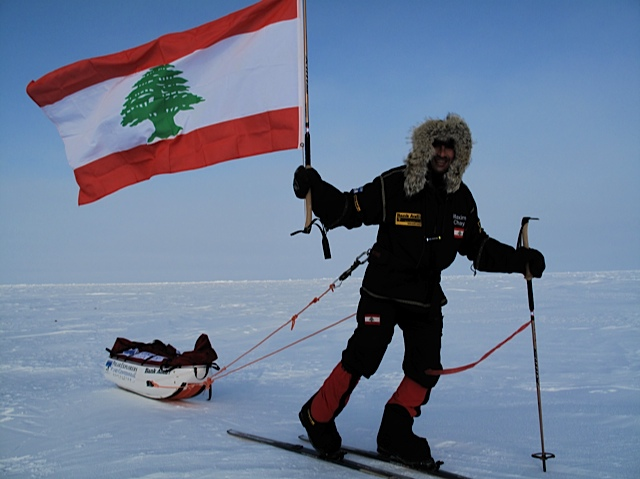
مكسيم شعيا حاملاً العلم اللبناني في القطب الشمالي. 25 نيسان 2009

أسس عام 1999 VO2MAX وهي شركة لاستيراد وبيع الدراجات المخصصة للجبال والطرقات، والمعدات المتخصصة لأنواع الرياضة المختلفة التي تمارس في الهواء الطلق. (تشير عبارة "VO2MAX" إلى أقصى مقدار من الأكسجين المستهلك عند الوصول إلى أقصى درجات الإجهاد، لتقييم اللياقة البدنية لدى الرياضيين).
قام مكسيم بتنظّم تحدي "VO2MAX"، وهو عبارة عن سلسلة من السباقات الجبلية السنوية للدراجات النارية تُقام في أماكن مختلفة من لبنان، وتشمل عدّة فئات عمرية، لقيت هذه السباقات استحسان المتنافسين والجهات التي كانت ترعى هذا الحدث، لذا قام بتنظيم مسابقات أخرى تشمل الركض (على الطرقات وفي الدروب الريفية)، والمسابقات الثلاثية، وتسلّق الصخور، والتزلج.
حقق العديد من الأوسمة والجوائز في العديد من السباقات المحلية والدولية، بعد نجاحه بإحراز سباق كينيا الدولي للدراجة الهوائية، أراد مكسيم تسلق جبل كيليمانجارو حيث هناك، ولدى تأمله الفجر يقبل على سهول أفريقيا، أراد أن يكمل مسيرته بتسلق المزيد من القمم، ومنذ شراكته مع بنك عودة في مشروع «القمم السبع» في العام 2003 ، تسلق المزيد من القمم، فمن القمم السبع إلى الأقطاب الثلاثة أصبح الشخص السادس عشر في العالم الذي يحقق تحدي الأقطاب الثلاثة والسادس الذي يحقق هذا التحدي بالإضافة إلى القمم السبع.
قلّد شعيا وسام الأرز الوطني مرتين، الأول برتبة فارس والثاني برتبة ضابط. يقيم مكسيم حالياً مع ولديه إدكار وكيلي في إحدى بلدات جبل لبنان شمال شرقي بيروت.

### أبرز الإنجازات الرياضية
في عام 2000 م وبعد مشاركته وفوزه في سباق كينيا الدولي للدراجات الهوائية، تسلق مكسيم الجبل الأول كيليمنجارو ومن هناك وبعد طلوع الشمس، أراد تسلق القمم السبع الأعلى في العالم، تمكن خلال ثلاث سنوات متتالية من تسلق القمم السبع –القمة الأعلى في كل قارة– وزرع العلم اللبناني على كل منها. في العام 2006 أطلقت محطة «ديسكوفري شانيل» سلسلة حلقات وثائقية بعنوان: «إفرست، ماوراء الحدود» واكبت فيها فريق يتألف من 11 شخص على مدى شهرين في رحلته للوصول إلى قمة إفرست، كان مكسيم فرد من هذا الفريق واستطاع في 15 أيار 2006 من الوصول إلى القمة الأعلى في العالم وزرع العلم اللبناني عليها.

### أهم الجوائز الرياضية الدولية
- المرتبة الثانية ضمن «جائزة النيل» –مصر– 1998
- المرتبة الثالثة ضمن "Raid Thai" –تايلاند– 1999
- المرتبة الأولى ضمن «سفاري كينيا الرياضية» –كينيا– 2001
- المرتبة الثالثة والعشرون ضمن بطولة الاتحاد الدولي للدراجات (UCI World Masters Championships)–كندا– 2002
- من أوائل اللبنانيين الذين حصلوا على لقب "Triathlete "Iron man –هولندا– 2002
- رابح لأربع دورات على التوالي مسابقة "Red bull Snow-to-Sea" –لبنان– من 2003 إلى 2006

### العلم اللبناني على القمم السبع والقطبين
تسلّق مكسيم شعيا القمم السبع والقطبين الجنوبي والشمالي، وزرع العلم اللبناني، حصل ذلك وفق التسلسل الزمني الآتي:
- ماك كينلي، شمالي أميركا، ألاسكا، يبلغ ارتفاعها 6194 متراً، تسلقها في 27 حزيران 2003.
- قمة فيزون في أنتاركتيكا، يبلغ ارتفاعها 4897 متراً، تسلقها بتاريخ 26 كانون الأول 2004.
- قمة أكونكغوا في الأرجنتين، يبلغ ارتفاعها 6960 متراً، تسلقها في 19 كانون الثاني 2004.
- قمة كوسيوزكو في أستراليا، يبلغ ارتفاعها 2228 متراً، تسلقها بتاريخ 5 آذار 2004.
- قمة إلبروس في روسيا، يبلغ ارتفاعها 5642 متراً، تسلقها في 3 تموز 2005.
- قمة كارستينز في أستراليا، يبلغ ارتفاعها 4884 متراً، تسلقها في 7 كانون الأول 2005.
- قمة إڤيرست في آسيا، يبلغ ارتفاعها 8848 متراً، تسلقها في 15 أيار 2006.
- القطب الجنوبي 90 درجة في جنوب الكرة الأرضية، تسلقه في 27 كانون الأول 2007.
- القطب الشمالي 90 درجة في شمال الكرة الأرضية، تسلقه في 25 نيسان 2009

### الأوسمة والجوائز
- وسام الأرز الوطني من رتبة فارس العام 2003.
- وسام الأرز الوطني من رتبة ضابط العام 2006.
- درع من رئيس الجمهورية بعد تسلقه القطب الشمالي في أيار 2009.
- درع المدرسة الحربية في حزيران 2009.
- درع المجلس الوطني لقدامى موظفي الدولة في حزيران 2009.
- طابع بريدي من وزارة الاتصالات.
- طابع بريدي من وزارة المالية.[4]

### زيارة المدارس والجامعات ودوره في المؤسسات الأهلية
أراد مكسيم شعيا إلهام الشباب وإعطائهم الدافع وتحفيزهم ليُقدموا ويثابروا على تحقيق أحلامهم. يقوم مكسيم شعيا أسبوعياً بزيارة المدارس والجامعات في لبنان والعالم لإلقاء محاضرة عنوانها: «لكل امرء إفرست يتسلقه» يعرض من خلالها يومياته خلال رحلاته وكيف تغلب على المشاكل كما أنه انخرط في العديد من الجمعيات الأهلية في لبنان (جمعية طفولة، Beirut Marathon Association، Heartbeat ،CHANCE..) ليكون في كثير من الأحيان المتحدث الرسمي الخاص بها.

## مؤلفاته
- أحلام شاهقة: رحلتي إلى أعلى قمة في العالم

أصدر مكسيم شعيا كتابه الأول «أحلام شاهقة: رحلتي إلى أعلى قمة في العالم»، الذي وضعه بالتعاون مع ريتشارد باسكن، أحد الكتّاب الأكثر مبيعاً حسب صحيفة النيويورك تايمز (New York Times)، يتضمن الكتاب أكثر من 700 صورة آسرة، إضافة إلى رواية مفصلة عن رحلات مكسيم إلى زوايا الأرض الأربع.

## وصلات خارجية
- موقع الجيش اللبناني.